# Heinrich Christoph Koch
Heinrich Christoph Koch, född 10 oktober 1749 i Rudolstadt, död där 19 mars 1816, var en tysk violinist, musikteoretiker, furstlig kammarmusiker och skriftställare samt utgivare av ett musiklexikon som fick stor utbredning i Danmark och Tyskland.
Koch arbetade i sin ungdom som violinist i hovkapellet i Rudolstadt och från 1772 som ”Kammarmusikus”. Han fick undervisning i fiol och komposition av Christian Gotthelf Scheinpflug och studerade vidare i Weimar, Dresden, Berlin och Hamburg. Därefter tillbragte han resten av sin levnad i Rudolstadt. 1772 utnämndes han till kapellmästare men återvände på egen begäran efter ett år till förstafiolstämman. Därefter var han också verksam som tonsättare och musikskribent. 
Koch invaldes den 2 december 1818, alltså mer än två år efter sin död, som utländsk ledamot nr. 51 av Kungliga Musikaliska Akademien.